# Roger Davies
Roger Davies (Wolverhampton, 25 ottobre 1950) è un ex calciatore inglese, di ruolo attaccante.

## Carriera
Fu notato da Peter Taylor quando non giocava ancora nei professionisti, e acquistato dal Derby County per 14.000 £. Si inserì bene nella squadra, conquistando il posto da titolare a scapito del compagno di squadra John O'Hare, arretrato a centrocampo. Fu confermato anche dal successivo tecnico Dave MacKay. Dopo aver concluso l'esperienza al Derby, in cui conquistò il campionato nel 1975 durante la gestione McKay, si trasferisce in Belgio, nel Bruges, in cui si laurea campione di Belgio nel 1977. In seguitò girò diverse squadre, come Leicester City e Seattle Sounders.
Nella North American Soccer League 1980 ottenne il titolo individuale di miglior giocatore del torneo.

## Palmarès

### Club

#### Competizioni nazionali
- Campionato inglese: 1

Derby County: 1974-1975
- Campionato belga: 1

Club Bruges: 1976-1977
- Coppa del Belgio: 1

Club Bruges: 1976-1977

### Individuale
- NASL Most Valuable Player: 1

1980